# Piccolo Giro di Lombardia 2005
Il Piccolo Giro di Lombardia 2005, settantanovesima edizione della corsa e valida come evento dell'UCI Europe Tour 2005, fu disputata il 1º ottobre 2005, su un percorso di 176 km. Fu vinta dall'ucraino Ruslan Hryščenko, al traguardo con il tempo di 4h14'02" alla media di 41.569 km/h.
Partenza con 152 ciclisti, di cui 49 portarono a termine il percorso.

## Ordine d'arrivo (Top 10)
| Pos. | Corridore           | Squadra         | Tempo    |
| ---- | ------------------- | --------------- | -------- |
| 1    | Ruslan Hryščenko    | Bottoli-Artoni  | 4h14'02" |
| 2    | Mattia Turrina      | Trevigiani      | s.t.     |
| 3    | Aleksandr Efimkin   | Vitali          | a 4"     |
| 4    | Ivan Santaromita    | VC Mendrisio    | a 6"     |
| 5    | Cristiano Salerno   | Bottoli-Artoni  | s.t.     |
| 6    | Alessandro Colò     | Promociclo      | s.t.     |
| 7    | Denis Škarpeta      | Pagnoncelli     | s.t.     |
| 8    | Morris Possoni      | Egidio-Unidelta | s.t.     |
| 9    | Carlo Scognamiglio  | Bergamasca      | s.t.     |
| 10   | Steve Grossenbacher | Hadimec         | s.t.     |